# Vert-Saint-Denis
 Vert-Saint-Denis  es una población y comuna francesa, en la región de Isla de Francia, departamento de Sena y Marne, en el distrito de Melun y cantón de Le Mée-sur-Seine.

## Demografía
| 1414 | 2799 | 3896 | 4458 | 7368 | 7493 |
| Para los censos de 1962 a 1999 la población legal corresponde a la población sin duplicidades (Fuente: INSEE [Consultar]) |      |      |      |      |      |